# فریدون وهمن
فریدون وهمن استاد بازنشستهٔ دانشگاه کپنهاگ، دانش‌آموختهٔ ادبیات فارسی در دانشگاه تهران (کارشناسی ارشد) و زبان‌شناسی ایرانی از دانشگاه لندن و دانشگاه کپنهاگ است. او نویسندهٔ چند مقاله در مورد گویش‌ها و دین‌های ایرانی و همچنین نویسندهٔ تعدادی از مقاله‌های دانشنامه ایرانیکا است.

## آثار
- یکصد و شصت سال مبارزه با آیین بهائی

- Ardā Wīrāz-nāmag, ed. and tr. Fereydun Vahman as Ardā Virāz Nāmag: The Iranian ‘Divina Commedia’, Scandinavian Institute of Asian Studies, Monograph 53, London and Malmo, 1986.
- Fereydun Vahman and G. S. Asatrian, West Iranian Dialect Materials—From the Collection of D. L. Lorimer, Vol. I, Copenhagen, 1987

دانشنامهٔ ایرانیکا:
- DENMARK i. Political, economic, and cultural relations.
- Kenneth J. Thomas and Fereydun Vahman, “BIBLE iii. Chronology of Selected Persian Translations of Parts or the Whole of the Bible,” Encyclopaedia Iranica, IV/2, pp. 203-206, available online at http://www.iranicaonline.org/articles/bible-iii (accessed on 3۰ دسامبر ۲۰۱۲).

ترجمه:
- پ آسموسن، اصول و عقاید و اعتقادات دیانت زرتشتی، ترجمهٔ فریدون وهمن، تهران، بنیاد فرهنگ ایران، بی‌تا.